# Internace Američanů japonského původu

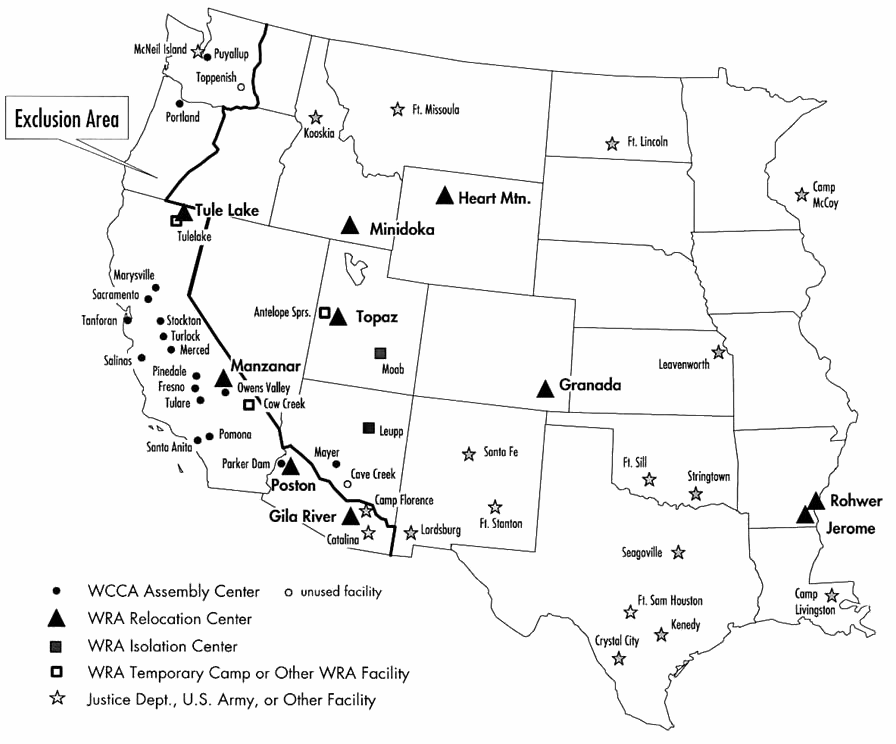
Mapa všech amerických internačních táborů za druhé světové války

Internace Američanů japonského původu žijících na území Spojených států probíhala v období druhé světové války. Od roku 1942 bylo do internačních táborů ve vnitrozemí USA přesunuto až 110 000 obyvatel západního pobřeží, kteří byli nuceni opustit své domovy a živnosti, a z nichž 62 % tvořili občané USA, kteří se většinou v zemi již narodili. Důvodem bylo přesvědčení americké vlády, že by lidé japonského původu mohli v době války napomáhat nepříteli – Japonskému císařství.

## Historie

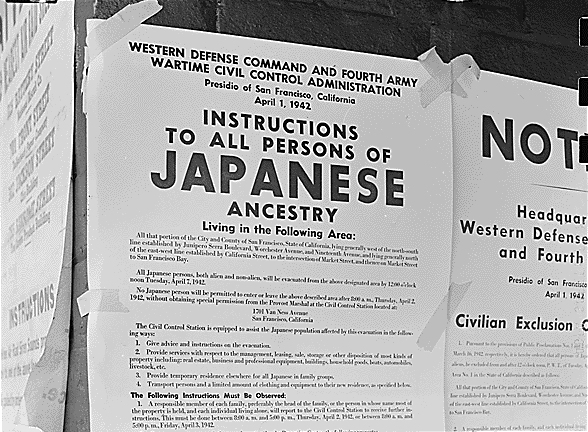
Příkaz obyvatelům japonského původu k přesídlení z 1. dubna 1942

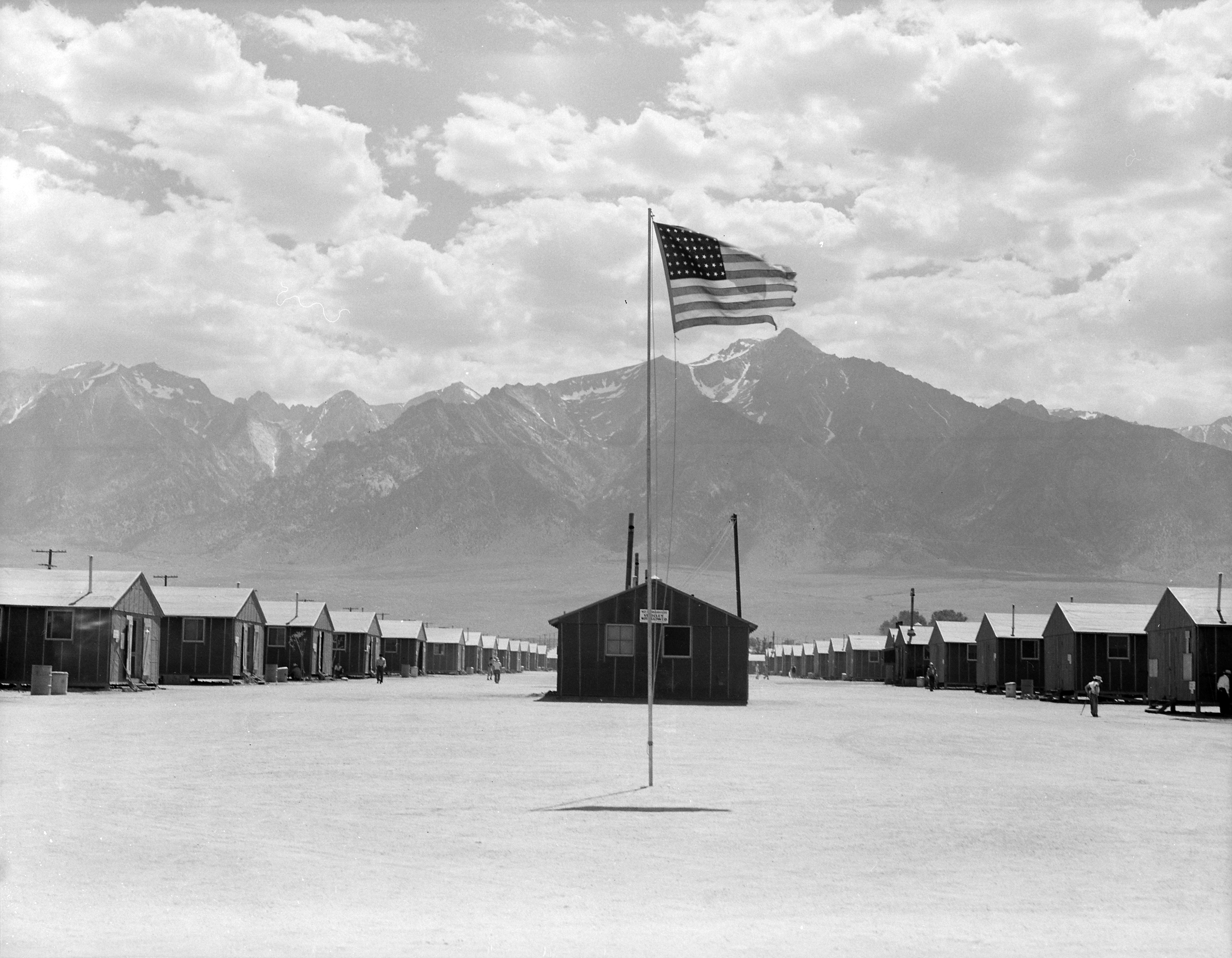
Internační tábor Manzanar, Kalifornie

V době po pro mnohé Američany šokujícím útoku na Pearl Harbor 7. prosince 1941 zavládla na území USA vlna nejistoty a protijaponských nálad. V souvislosti s válečnými úspěchy Japonského císařství v Tichomoří rostl i strach Američanů z možného útoku Japonců na samotné území USA, tedy v první řadě na západní pobřeží. Atmosféra nenávisti k expanzivnímu nepříteli se přelila i na domácí obyvatele japonského původu i na věci je připomínající. Ve Washingtonském parku byly dokonce pokáceny japonské třešně, situaci zhoršovaly i výroky některých politiků. Např. guvernér státu Idaho prohlásil: „Nejlepším řešením by bylo poslat je všechny zpátky do Japonska a pak celý ostrov potopit. Žijí jako krysy a chovají se jako krysy.“
V době útoku na Pearl Harbor žilo na západním pobřeží USA asi 112 000 obyvatel japonského původu. Zhruba 32 000 až 40 000 z nich byla tzv. generace Issei, první generace přistěhovalců bez amerického občanství. Ovšem zbylých zhruba 72 000 až 80 000 bylo již z druhé generace, tzv. Nissei, která se ve Spojených státech již narodila a měla americké občanství. Jednalo se tedy zhruba o 62 % všech později internovaných osob.
Nařízením exekutivy prezidenta Franklina D. Roosevelta (exekutivní nařízení č. 9066) z 19. února 1942, tedy zhruba dva měsíce po útoku na Pearl Harbor, byla ministerstvu války přikázána deportace osob japonského původu bez ohledu na státní občanství do speciálně zřízených internačních zařízení ve vnitrozemí. Vláda sáhla k tomuto opatření z důvodů národní bezpečnosti, domnívala se totiž, že by lidé japonského původu mohli být např. snadněji získáni nepřítelem k projaponské špionáži či k sabotážním akcím. Na tichomořském pobřeží byly zřízeny vojenské zóny a zakázaná území, ze kterých byli američtí Japonci převezení do internačních táborů mimo tyto zóny. Valná většina z asi 110 000 deportovaných byli převezeni do některého z deseti táborů, označovaných jako Relocation Centers, zřizovaných vládní agenturou WRA (War Relocation Authority), která se starala také o internování Němců a Italů na území USA. Zařízení ležela ve státech Arkansas, Idaho, Wyoming, Utah, Kalifornie, Arizona a Colorado.

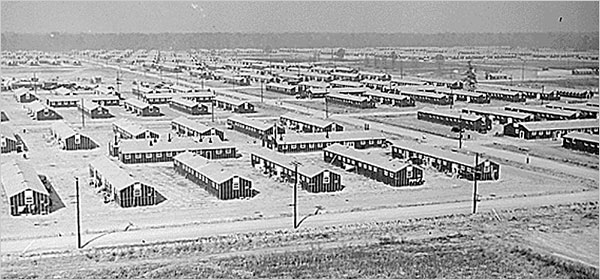
Internační tábor Jerome, Arkansas

Americká justice koncentrování osob japonského původu několikrát potvrdila a shledala oprávněným. V procesu Hirabayashi vs. Spojené státy z 21. června 1943 rozhodl jednomyslně Nejvyšší soud, že je legálním řešením v zájmu národní bezpečnosti zákaz vycházení pouze pro osoby japonského původu, jelikož nepřátelé téže rasy by mohli konat protistátní činnost. Nejdůležitější rozhodnutí ve věci internačních táborů přišlo 18. prosince 1944, kdy byl vynesen rozsudek nad procesem Korematsu vs. Spojené státy. Nejvyšší soud rozhodl, že vojenská nutnost opravňuje selektivní roztřídění podle ras i násilné zadržení občanů USA, a že Kongres a prezident mají na takovouto akci v době války právo.

## Oběti a jejich odškodnění

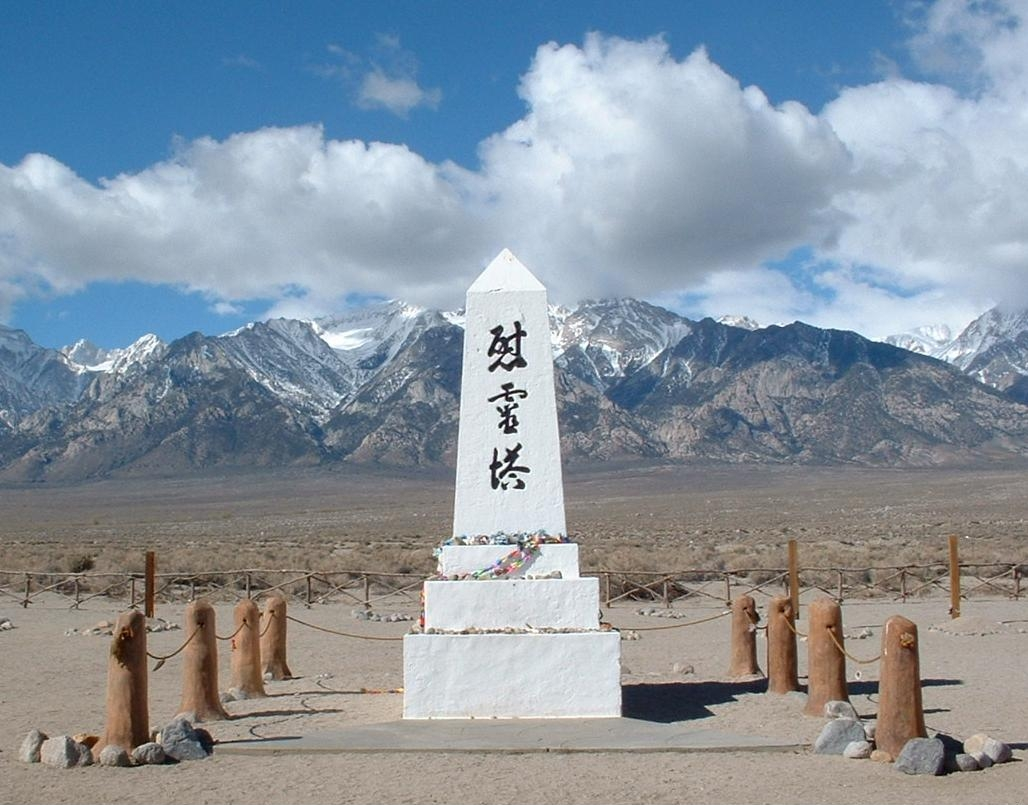
Památník obětem v táboře Manzanar

Jelikož bylo ohromné množství lidí nuceno opustit nejen své domovy, ale i živnosti, vznikla jim značná finanční ztráta, za kterou je nikdo nekompenzoval. Jsou známé i případy úmrtí internovaných osob v táborech, např. v táboře Manzanar v Kalifornii zemřelo 146 „vězňů“. Mnoho lidí psychicky strádalo, jelikož se většina z nich cítila být Američany a byli zklamáni z postoje země, do které odcestovali s vidinou lepšího života a svobody. Podobné příkoří, které se dělo v USA vůči obyvatelům japonského původu, se odehrávalo také v Kanadě.
V roce 1983, po dlouholetém snažení Japanese American Citizens League (Ligy japonsko-amerických občanů), americká vláda uznala odpovědnost za způsobená příkoří a uznala nespravedlivost tehdejší internační politiky. O pět let později, v roce 1988, bylo Kongresem Spojených států rozhodnuto o výši odškodnění pro dosud žijící oběti. Jednalo se o asi 60 000 Američanů, z nichž každý dostal jednorázové odškodnění 20 000 dolarů z k tomuto účelu vytvořeného fondu v celkové výši 1,25 mld dolarů.

## Kulturní přesah
… Takže všichni Rusové žijící v západních zemích by měli být sledováni mnohem více než v minulosti, protože jsou občany národa, který vede agresivní válku. Může mi být těch lidí líto, ale zároveň, když se podíváme zpět, když začala druhá světová válka, byla veškerá japonská populace ve Spojených státech také pod přísným monitorovacím režimem. To je prostě cena války.
Petr Pavel, pro rádio Svobodná Evropa